# Толєбаєв Денис Тимурович
Толєбаєв Денис Тимурович (рос. Толебаев Денис Тимурович, каз. Төлебаев Денис Тимурович, нар. 7 лютого 1987 року, Алма-Ата, КРСР, СРСР) — казахстанський футболіст, воротар «Сокола» (Михайлівка-Рубежівка).

## Біографія

### Клубна кар'єра
В дев'ятирічному віці почав займатися футболом у в місцевій СДЮШОР-2, з якої вийшли, зокрема, Руслан Балтієв, Кайрат Нурдаулєтов та багато інших гравців національної збірної Казахстану. Першими тренерами Дениса стали Віктор Новоторжин та Олександр Перемитін. В СДЮШОР-2 грав разом із такими майбутніми зірками казахстанського футболу, як Жамбил Кукєєв, Сергій Остапенко, Сергій Ларін та Андрій Шабаєв. За словами самого Толєбаєва, найбільше враження серед усіх тренерів, з якими він працював, на нього справив Олександр Убикін.
В дев'ятому класі майбутній професійний гравець прийняв запрошення від Олександра Арєф'єва та почав виступати за ДЮСШ клубу «Алма-Ата» з однойменного міста.
Свій шлях у дорослому футболі розпочав за першоліговий «Казахмис», у якому конкурував за місце в основі з українським голкіпером В'ячеславом Котлярем. За клуб зіграв п'ять матчів у другому колі чемпіонату та вніс свою лепту у чемпіонство, здобуте у першому дивізіоні Казахстану.
У 2008 році перейшов до складу «Кайрата», який тоді тренував Вахід Махсудов, колишній футболіст клубу, який провів за нього 373 матчі, й, за словами Дениса, дав йому путівку до великого футболу. Дебютував за команду 16 березня 2008 року у матчі проти «Женіса». За сезон став основним голкіпером команди, досяг чвертьфіналу Кубка Казахстану, зокрема, відбив один удар у серії післяматчевих пенальті в матчі другого раунду проти «Шахтаря», допомігши здобути перемогу в тому матчі. Наприкінці сезону «Кайрат» збанкрутував й був розформований.
В наступному сезоні з'явився у складі новачка казахстанської Прем'єр-Ліги — «Мегаспорті». Клуб посів п'яте місце у чемпіонаті. Втім, по закінченню сезону зник і «Мегаспорт».
У 2009 році на базі недавно зниклих «Мегаспорта» й «Алма-Ати» було створено «Локомотив» (Астана), за який і продовжив кар'єру Толєбаєв. Тим паче, що на чолі команди був давній знайомий Дениса — Вахід Махсудов. Перед початком чемпіонату клуб підсилив склад зірковими виконавцями — Єгором Титовим, Андрієм Тихоновим, Андрієм Карповичем. Прийшли забивні форварди Максим Шацьких та Баффур Г'ян. Конкурентами по позиції Денису стали українець Роман Нестеренко, найкращий голкіпер Казахстану 2008 року та воротар національної збірної Давид Лорія, який став найкращим голкіпером Казахстану у 2006 році. Цікаво, що у складі «Локомотива» тоді грав ще один українець — Роман Пахолюк, з яким Денис пізніше зустрінеться вже у чемпіонаті Київської області 2019 року, коли Пахолюк буде тренувати «Межигір'я» (Нові Петрівці).
На тренерській позиції Махсудова змінив Сергій Юран, який не був знайомий з навичками та перспективами Дениса та робив ставку на більш досвідченіших партнерів по команді, тому Толєбаєв грав переважно за дубль. За підсумками сезону «Локомотив» посів друге місце, але не отримав ліцензію від УЄФА для участі в єврокубках у наступному сезоні.
У 2010 році перейшов за ігровою практикою до клубу, в якому починав робити перші футбольні кроки — «Казахмис».
У 2011 році повернувся до вищого дивізіону, підписавши контракт з «Востоком» з Усть-Каменогорська, невеличкого промислового містечка на північному сході Казахстану. Клуб був одним зі старожилів Прем'єр-Ліги, проте переживав не найкращі часи, що в першу чергу, було пов'язано зі скрутним фінансовим становищем. Туди Дениса запросив, знову ж таки, Махсудов. У «Востоці» грав із ще одним вихованцем київського футболу — Русланом Бідненком. Серед іменитих одноклубників можна згадати захисника збірної Грузії Отара Хізайнешвілі.
Клуб в середині сезону змінив тренера. Новим керманичем став український спеціаліст Олександр Голоколосов-старший, але це не допомогло покращити результати, й наприкінці сезону «Восток» вилетів до першої ліги, посівши останнє місце в нижній сітці чемпіонату.
У 2012 році Толєбаєв перебрався до стану одного з найсильніших клубів країни ― «Астани». Регулярно гравець не грав, проте набирався досвіду, працюючи і тренуючись з низкою досвідчених та відомих гравців і тренерів ― Олегом Протасовим, Мірославом Беранеком, Йоаном Андоне, Станимиром Стоїловим, Ренаном Брессаном, Гі Ессаме, Патріком Твумасі, Роджером Каньясом, Ігорем Цигирлашем та багатьма іншими. Основним конкурентом воротаря за місце в основі був натуралізований серб Ненад Ерич.
За два роки в «Астані» завоював із клубом по одному комплекту бронзових та срібних нагород, потрапляв до заявки на матчі Ліги Європи проти «Вільярреалу».
У 2015 році перейшов до «Іртиша», так як потребував достатньої кількості ігрової практики. Найвище досягнення з клубом ― бронзові нагороди сезону 2016 року. Закріпитися в клубі не зміг, програвши конкуренцію все тому ж Давиду Лорії. Серед одноклубників виділялися Самат Смаков, Арістід Бансе та українець Костянтин Дудченко. Після закінчення сезону залишив «Іртиш».
На початку 2017 року був на перегляді в «Ордабаси», проте клуб вирішив не підписувати контракт із гравцем. У цей період Денис тренувався та виступав за алматинську команду в чемпіонаті міста, тренував дітей, грав у мініфутбол. Отримав тренерську ліцензію категорії «С». В цьому ж році пройшов перегляд в «Акжайику», зігравши два товариські матчі проти молодіжної збірної Казахстану. Тренером клубу на той час був старий знайомий Толєбаєва ― Махсудов, який вкотре дав гравцю шанс заграти на найвищому рівні казахстанського футболу. В цьому клубі футбольна доля знову звела його з українцем В'ячеславом Котлярем, а також зі знайомими українським вболівальникам Майклом Одібе та Денисом Главиною.
У 2018―2019 роках гравець виступав за першоліговий «Киран», в якому Толєбаєв майже не грав через довготривалу травму. Клуб за підсумками сезону посів третє місце, але програв у плей-оф колишній команді Дениса, «Іртишу», і залишився у першому дивізіоні на наступний рік.
За сімейними обставинами переїхав до Києва, звідки родом його дружина. У міжсезоння підтримував форму, граючи на одному зі спортивних майданчиків Святошина, де його помітив тренер «Сокола» — Олег Самченко. Він одразу запросив гравця потренуватися з командою, після чого клуб підписав з казахстанцем контракт.
За «Сокіл» зіграв більше 70 матчів, з яких більше 20 «сухих». Забив один гол.

### Кар'єра у збірній
За часів виступів Толєбаєва у «Кайраті» гравець отримав виклик до національної збірної від її тодішнього тренера, голландця Арно Пайперса. Це сталося завдяки серії із шести «сухих» матчів воротаря. Дебютувати за головну команду країни Денису не вдалося. Після 2008 року він не потряпляв навіть до розширеної заявки збірної.

### Тренерська кар'єра
Отримав тренерську ліцензію категорії «С», ще перебуваючи у Казахстані. У січні 2021 року став асистентом головного тренера «Сокола».

## Досягнення

### Командні
- Чемпіон Казахстану (1): 2014
- Срібний призер чемпіонату Казахстану (2): 2009, 2013
- Бронзовий призер чемпіонату Казахстану (1): 2016
- Володар Кубка Казахстану (1): 2012
- Переможець першої ліги Казахстану (1): 2007
- Володар Кубка Київської області (2): 2019, 2020
- Володар Суперкубка Київської області (1): 2019
- Фіналіст Кубка Києво-Святошинського району (1): 2019
- Володар Кубка Чанових (1): 2020

### Індивідуальні
- Найкращий голкіпер чемпіонату Києво-Святошинського району (1): 2020
- Лауреат призу Київської асоціації футболу «Незамінний» (1): 2019[5]
- Список «33 кращих гравців Київської області» (1): 2019

## Цікаві факти
- Має вищу освіту, закінчив Казахський національний педагогічний університет імені Абая.
- Батько Дениса грав у футбол на аматорському рівні у Казахстані.
- Входить до списку найвищих футболістів світу[6].